# Koppenbergcross 2014
De 25e editie van de Koppenbergcross in Melden werd gehouden op zaterdag 1 november 2014. De wedstrijd maakte deel uit van de Bpost bank trofee 2014-2015. In 2013 won de Belg Tom Meeusen. Deze editie werd gewonnen door zijn landgenoot Wout van Aert.

## Programma
| Tijd  | Categorie                        | Duur       |
| ----- | -------------------------------- | ---------- |
| 08:45 | Jeugdinitiatie                   |            |
| 10:00 | Jongens nieuwelingen (nationaal) | 30 minuten |
| 11:00 | Jongens junioren                 | 40 minuten |
| 12:00 | Mannen beloften                  | 50 minuten |
| 13:45 | Vrouwen elite                    | 40 minuten |
| 15:00 | Mannen elite                     | 60 minuten |

## Mannen elite

### Uitslag
| Plaats  | Naam                | Ploeg                         | Tijd    |
| ------- | ------------------- | ----------------------------- | ------- |
| Winnaar | Wout van Aert       | Vastgoedservice-Golden Palace | 58'59"  |
| 2       | Sven Nys            | Crelan-AA Drink               | + 2"    |
| 3       | Kevin Pauwels       | Sunweb-Napoleon Games         | + 11"   |
| 4       | Klaas Vantornout    | Sunweb-Napoleon Games         | + 17"   |
| 5       | Tom Meeusen         | Telenet-Fidea                 | + 26"   |
| 6       | Lars van der Haar   | Giant-Shimano DT              | + 53"   |
| 7       | Bart Aernouts       | Corendon-Kwadro               | + 1'13" |
| 8       | Thijs van Amerongen | Telenet-Fidea                 | + 1'14" |
| 9       | Niels Wubben        | Telenet-Fidea                 | + 1'33" |
| 10      | Rob Peeters         | Vastgoedservice-Golden Palace | + 1'57" |
| 11      | 0                   |                               |         |
| 12      | 0                   |                               |         |
| 13      | 0                   |                               |         |
| 14      | 0                   |                               |         |
| 15      | 0                   |                               |         |

| Pos. | Punten |
| ---- | ------ |
| 1    | 80     |
| 2    | 60     |
| 3    | 40     |
| 4    | 30     |
| 5    | 25     |
| 6    | 20     |
| 7    | 17     |
| 8    | 15     |
| 9    | 12     |
| 10   | 10     |
| 11   | 8      |
| 12   | 5      |
| 13   | 4      |
| 14   | 2      |
| 15   | 1      |

1988 ·  
1989 ·  
1990 ·  
1991 ·  
1992 · 
1993 · 
1994 · 
1995 ·
1996 · 
1997 · 
1998 · 
1999 (januari) · 
1999 (november) · 
2000 · 
2001 · 
2002 · 
2003 · 
2004 · 
2005 · 
2006 · 
2007 · 
2008 · 
2009 · 
2010 · 
2011 · 
2012 · 
2013 ·  
2014 ·  
2015 · 
2016 · 
2017 · 
2018 · 
2019 · 
2020 · 
2021 · 
2022 · 
2023 · 
2024 · 
2025
 GP Mario De Clercq · 
 Koppenbergcross · 
 Flandriencross · 
 GP van Hasselt · 
 GP Rouwmoer · 
 Azencross · 
 GP Sven Nys · 
 Krawatencross